# Batalla de Praga (1757)
La batalla de Praga de 1757 fou una batalla en què s'enfrontà l'exèrcit prussià de 64.000 soldats contra l'exèrcit del Sacre Imperi Romanogermànic de 61.000 soldats durant el període de la Guerra dels Set Anys. Va tenir lloc el 6 de maig de 1757 i va obtenir el triomf l'exèrcit prussià sota el comandament de Frederic el Gran.

## Antecedents
Maria Teresa I d'Àustria no abandonava l'esperança de recuperar Silèsia. Tot coneixent la inquietud que havien suscitat les grans victòries de Frederic el Gran durant la Guerra de Successió Austríaca, s'esforçà a constituir una aliança amb ell.
Va arribar a un acord amb Elisabet I de Rússia i amb l'ajut de Wenzel Anton Graf Kaunitz va aconseguir convèncer França que s'unís a l'aliança.
L'aliança del Sacre Imperi Romanogermànic i França (que fins aleshores havien estat enemistats) feu que el Regne Unit decidís aliar-se amb Prússia.
Frederic era conscient de les intencions d'Àustria i que era qüestió de temps que França i Rússia li declaressin la guerra, així que va decidir que era millor atacar primer.
És així com es va formar una aliança ofensiva antiprussiana formada per Rússia, França, el Sacre Imperi Romanogermànic, Suècia i la majoria dels prínceps alemanys que s'oposaven a Prússia, aliada amb el Regne Unit, Hannover, Hessen-Kassel i Braunschweig.
El 29 d'agost de 1756 Frederic II va marxar cap al sud i va envair Saxònia, prenent la seva capital, Dresden, el 2 de setembre. Després de prendre la ciutat saxona, Frederic pretenia avançar cap a Bohèmia, però Frederic August II fou capaç d'aturar-lo durant uns dies. En ajut seu va marxar un exèrcit imperial al comandament de Browne que s'enfrontà al prussià a la batalla de Lobositz, on fou derrotat.
La campanya de 1756 que va acabar amb la batalla de Lobositz no va tenir tant d'èxit com Frederic el Gran esperava. Havia aconseguit dos dels seus objectius: havia dissolt l'exèrcit saxó i havia convertit Saxònia en la base per a les seves futures campanyes. Tanmateix, però, no havia aconseguit una gran victòria contra els exèrcits imperials i havia perdut la iniciativa i el factor sorpresa.

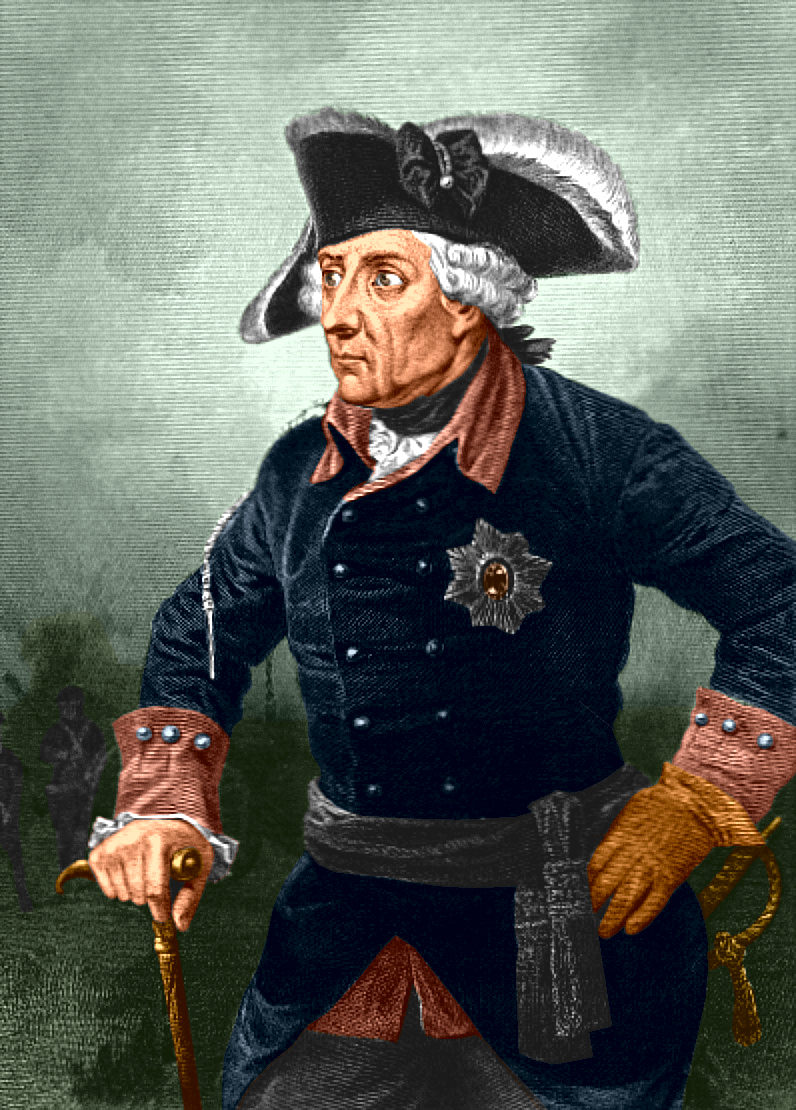
Frederic el Gran.

## Moviments previs
Frederic el Gran va deixar tropes per defensar Prússia i Pomerània d'un atac al general Manteuffel i la resta de l'exèrcit va distribuir-lo de la següent manera: a Silèsia i al comtat de Glatz va disposar-hi 33.000 homes sota el comandament de Kurt Christoph Graf von Schwerin, a l'alta Lusàcia 22.000 homes sota el comandament del duc de Bevern, 30.000 soldats sota el seu propi comandament prop de Dresden i 18.000 amb el Príncep Maurici d'Auhalt-Dessau a la Baixa Saxònia.
Els romanogermànics havien desplegat a Moràvia 36.000 homes sota el comandament del Mariscal Leopold Joseph von Daun, 20.000 sota el comandament de Konigseck a Reichenberg, 50.000 amb Browne al riu Budin i finalment 20.000 amb el duc d'Ahremberg al riu Eger.
Maria Teresa I d'Àustria nomenà general en cap el seu cunyat Carles Alexandre de Lorena, més per afecte que no pas pels seus dots bèl·lics. Mentre el general Browne, molt més destre, estava a les ordres de Carles-Alexandre. Browne va aconsellar d'atacar Saxònia i Silèsia per desviar la guerra de les possessions austríaques, però el cunyat de Maria Teresa va preferir romandre a la defensiva i reunir nombroses forces entorn seu.
Les quatre divisions prussianes penetraren entre el 18 i el 21 d'abril per diferents punts de Bohèmia amb l'objectiu d'envoltar les tropes dispersades i conduir els exèrcits imperials cap a Praga.

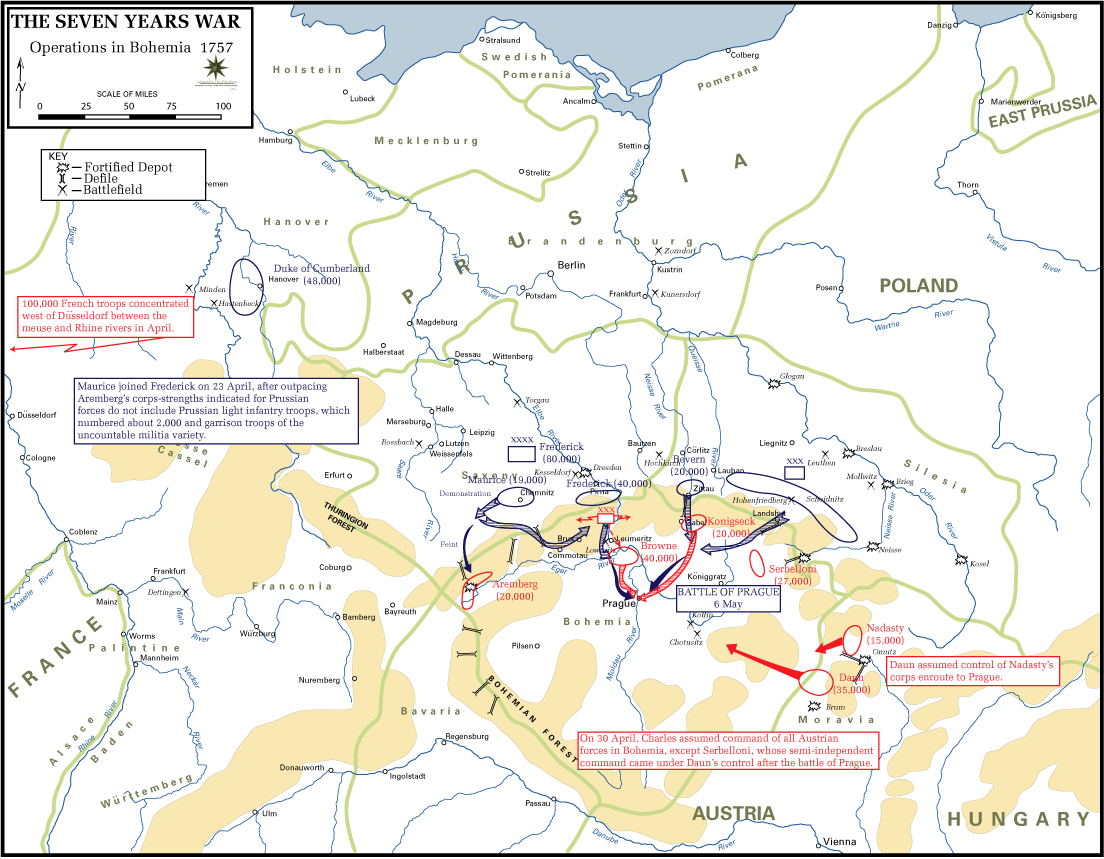
Moviments dels exèrcits en la campanya de 1757.

Les forces comandades per Frederic entraren a Bohèmia a través d'Aussig mentre que el Príncep Maurici va penetrar directament pel riu Eger. La columna del duc de Bevern va unir-se a Schwerin a Turnau i atacaren Konigseck i aconseguiren una petita victòria a la batalla de Reichenberg. El general imperial va haver de replegar-se cap a Praga.
Mentrestant, Frederic avançava cap a Praga per atacar Browne abans que se li poguessin unir les forces del duc d'Ahremberg. Browne va retirar-se cap a Praga seguit de prop per Frederic, a qui es va unir Carles de Lorena el 30 d'abril prop de Praga.
L'1 de maig l'exèrcit imperial va retirar-se a Praga. L'ala esquerra dirigida per Carles-Alexandre acampà al marge dret del riu Vltava, mentre que l'ala dreta, dirigida per Browne, va col·locar-se a Malleschitz.
El 5 de maig es reuniren les tropes prussianes prop de Praga, on es trobava l'exèrcit imperial al comandament de Carles Alexandre de Lorena.
Frederic el Gran es trobava el 5 de maig al riu Vltava, al sud de Praga, i deixà al general James Francis Edward Keith un cos de tropes i creuà el riu per unir-se la matinada del 6 de maig a les tropes de Kurt Christoph Graf von Schwerin, qui creuà l'Elba prop de Melnik. L'exèrcit prussià comptava amb 64.000 soldats.
El Príncep Carles-Alexandre, amb 61.000 soldats, va prendre una posició forta i va decidir de romandre a la defensiva fins que arribessin tropes de reforç de Daun, que s'afanyava des de Moràvia. L'esquerra estava coberta pel Ziskaberg, un turó que domina el Vltava. Al llarg del seu front hi havia un pregon barranc i penya-segats, i a la dreta, un pantà amb bardisses, drenatges i dics, que s'estén a un toró prop de Sterboholy. La seva posició va veure's reforçada per les obres que van dur-se a terme tot al llarg de la cima del penya-segat.

## La batalla
A primera hora del matí del 6 de maig, la totalitat de les unitats de Prússia van formar i es van disposar a portar als austríacs a una batalla decisiva.
Segons els plans de Frederic II, el príncep Maurici havia de tendir un pont de vaixells a través del Moldava més amunt de Praga, travessar el riu amb tota l'ala dreta del cos de Keith i arremetre contra la rereguarda de l'enemic, mentre que el rei atacava en el front i el flanc. Schwerin i els altres generals volien dissuadir-lo d'aquest pla, que creien massa audaç. Objectaven aquests generals que les tropes havien fet un llarg camí i estaven fatigades, que el terreny on la batalla es lliuraria semblava insegur i no havia estat prou examinat. Frederic, però, va silenciar tots els escrúpols mitjançant l'observació que calia, afegint:
| «           | els ous més frescos són els millors. | » |
| — Frederic, |                                      |   |

Schwerin, que tenia setanta-tres anys d'edat, amb aquesta vivacitat juvenil pel qual va ser notable, baixant el barret sobre el front, va exclamar:
| «           | Si cal ser derrotat, avui mateix aniré a buscar l'enemic allà on el vegi. | » |
| — Schwerin, |                                                                           |   |

El general Winterfeld, que és qui havia examinat superficialment el camp de batalla, no es va adonar del sòl després del qual l'ala dreta es posicionava.

Prop del poble de Sterboholy corria un petit rierol, en el qual els estanys es formen per mitjà de preses. Aquests estanys s'havien anat assecant i el sòl estava sembrat de civada. La civada donava l'aparença d'una base sòlida a punts que després van acabar sent petits pantans de fang i fang.

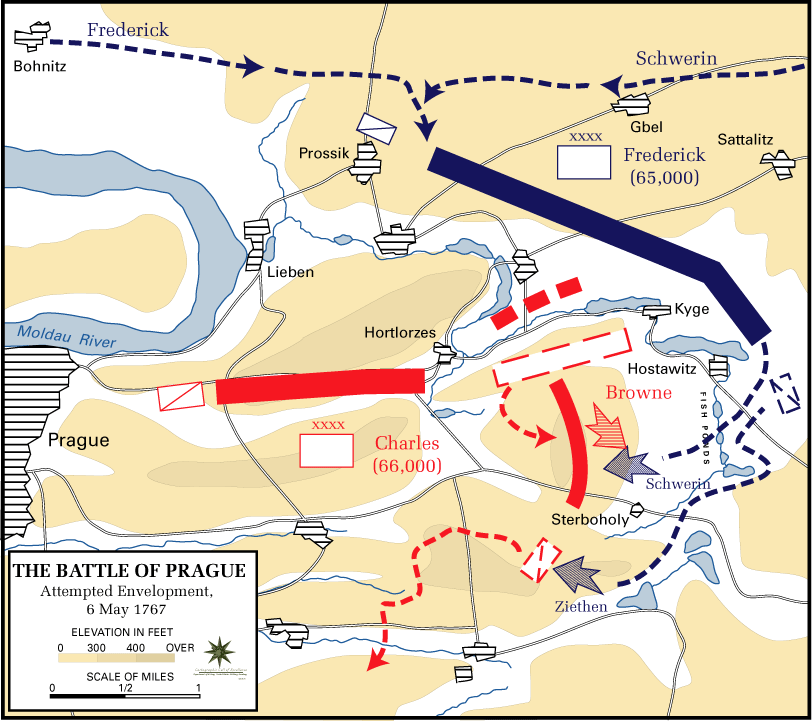
Disposició de les tropes i primers moviments.

A les onze va començar l'atac de l'ala esquerra dels prussians. La cavalleria prussiana tenia superioritat numèrica (17.000 prussians contra 13.000 imperials) i per això va ser ella la que va iniciar l'atac. La cavalleria imperial va començar la batalla amb ímpetu i va ser capaç de rebutjar dues vegades als prussians. En el tercer atac, no obstant això, van ser obligats a retrocedir.
La infanteria prussiana marxava ara endavant, amb l'atac a l'esquerra, pel poble de Potscherwitz, però el seu avanç es va alentir en gran manera en comprovar que el que semblaven ser prats eren en realitat estanys secs plantats de civada, la qual cosa els obligava a avançar enfonsant-se fins als genolls en el fang i el pantà o marxant sobre dics i camins estrets de tot just un metre d'ample.

El príncep Carles Alexandre es va veure obligat, pel moviment del mariscal Schwerin, a canviar la seva posició tirant cap endarrere la seva ala dreta, i va ordenar a la seva segona línia que avancés per a protegir aquest flanc. En conseqüència, tan aviat com els prussians van poder formar, van ser rebuts per una línia ben formada assistida per una bateria de 12 canons. Dos regiments prussians sencers van cedir, i el Rei, acostant-se, els va tirar en cara el seu comportament covard. Schwerin es trobava en el congost quan va veure al seu regiment titubejar davant de la bateria. Picat amb els retrets del rei, va arrencar una bandera de mans d'un alferes i posant-se al capdavant del seu regiment va cridar:
| «          | Covard sigui qui no gosa seguir-me | » |
| — Schwerin |                                    |   |

L'ancià mariscal no va fer més de cinc passos, quan va ser colpejat per cinc bales, caient mort sota la bandera que portava a les mans. El General Manteufel immediatament va prendre el seu lloc, però poc després va caure també mort per l'impacte una bala de canó.

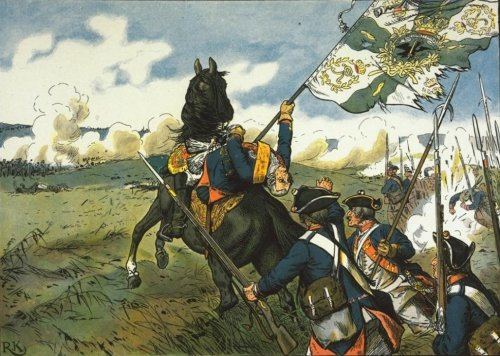
Mort del Mariscal Kurt Christoph Graf von Schwerin durant la batalla de Praga. Obra de Karl Röchling i Richard Knötel.

Era ja a prop de la una i els prussians havien avançat a uns seixanta passos de l'enemic, però es van veure obligats a retrocedir novament per l'ala dreta imperial que, sota les ordres del Mariscal Browne, es van precipitar cap endavant sense adonar-se que el seu avanç els separava de la resta de l'exèrcit, la qual cosa seria decisiu per a l'esdevenir de la batalla. Aquest atac era comandat per Browne en persona, quan una bala de canó li va destrossar la cama dreta. va caure del cavall i se li va portar inconscient del camp de batalla. Gairebé al mateix temps Carles Alexandre de Lorena, en veure a les seves tropes retrocedir, va sucumbir davant un atac d'enrampades que li va deixar inconscient, per la qual cosa va caldre evacuar-li del camp de batalla. Per tant, l'exèrcit austríac es va trobar durant la major part de la batalla sense cap mena de comandant en cap, de manera que cadascun dels generals de les divisions van actuar de manera independent de la resta.
El centre de l'exèrcit prussià havia avançat sense ser molestat i amenaçava el flanc esquerre de l'ala dreta imperial. La impetuositat de l'atac dels prussians era irresistible i va obligar els imperials a retrocedir.

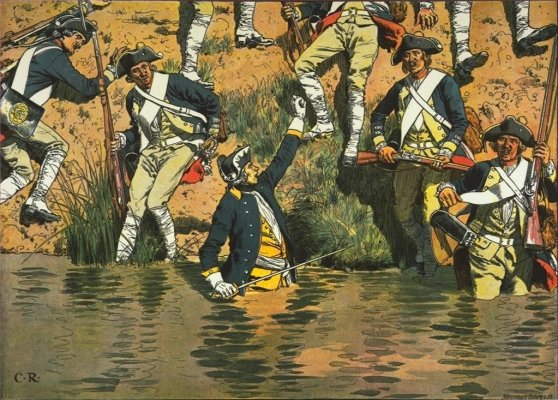
El Príncep Enric de Prússia salta a un fossat durant la batalla de Praga. Obra de Karl Röchling i Richard Knötel.

Les tropes del duc de Bevern havien passat mentrestant el congost de Hostawitz i, després d'un combat molt acarnissat, van avançar cap a Malleschitz i van prendre una bateria que estava situada més enllà d'aquest poble. No obstant això, es van veure obligades a abandonar-la davant el contraatac de les tropes de Königseck.
El príncep Enric va marxar contra tres divisions imperials, que posseïen l'avantatge del terreny i estaven secundades per una artilleria molt superior. Aquestes tropes austríaques van tractar de mantenir la seva posició. Les forces prussianes van pujar al pujol desallotjant de les seves posicions als imperials. Set reductes van ser assaltats, després d'un combat atroç, i quan es van trobar el camí tallat per un fossat ample que va fer titubejar als soldats, el príncep Enric va ser el primer que va saltar en la rasa fent als soldats avançar darrere d'ell cap a un gran reducte que finalment va anar també conquistat. L'artilleria que estava posicionada en aquest reducte es va tornar contra els austríacs desallotjant-los d'aquesta posició, de manera que Bevern va ser capaç de recuperar el reducte prop de Malleschitz, i la resistència dels austríacs en retirada es va tornar més feble. Quatre vegades es va esforçar Königseck per formar una nova línia de batalla, però els prussians constantment li seguien, per la qual cosa la seva única possibilitat de protecció estava a Praga.

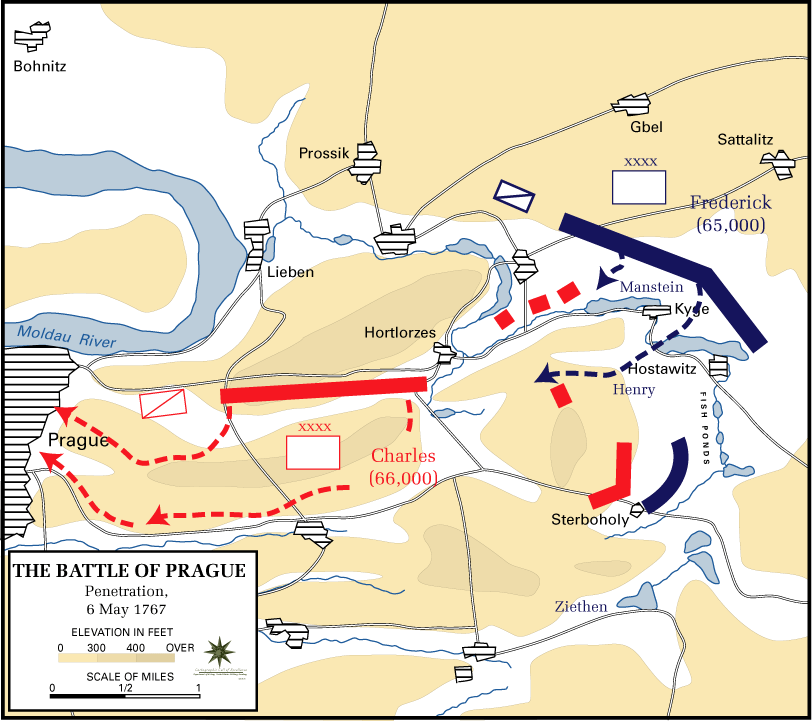
Disposició de les tropes després dels primers moviments i atacs prussians.

A pesar que l'atac prussià prosperava en el centre, el flanc dret austríac feia retrocedir als prussians, per la qual cosa la batalla estava encara indecisa. Aquestes tropes van avançar amb gran ímpetu, separant-se de la resta de l'exèrcit. Aquest fet va ser observat per Frederic II, qui va manar alguns batallons a ocupar l'espai deixat vacant per la columna imperial, separant el cos central de l'enemic. Aquest moviment va llançar al desordre als imperials i va fer tornar a carregar als prussians que retrocedien, col·locant als imperials entre dos focs. Aquestes tropes imperials, veient impossible tornar a ajuntar-se amb la resta de l'exèrcit, es van retirar cap a Benesov amb l'esperança de poder unir-se a les tropes de Daun.
L'ala esquerra dels austríacs encara ocupava la seva posició original en la Ziskaberg, sense haver disparat un tir. L'ala dreta prussiana, sota el duc Ferran de Brunswick, havia passat el barranc i es va pujar als costats escarpats del pujol Ziskaberg. L'exèrcit prussià havia traspassat la línia austríaca i es va abalançar sobre l'exèrcit imperial des de tots els punts. Els reductes, no obstant això, que encara estaven intactes i defensats per algunes de les tropes d'elit dels granaders d'Àustria, van resistir un període considerable de temps, però al final els granaders van haver de cedir davant l'ímpetu dels prussians. Cap a les tres de la tarda, el combat es va donar per acabat.
Després de la victòria dels seus companys a la riba dreta del Moldava, el cos de 30.000 prussians, que havien quedat en el marge esquerre per a cobrir el contacte inicial entre l'exèrcit i la ruta des d'on li arribava la comunicació sota el comandament del mariscal Keith, va impedir que el derrotat exèrcit imperial pogués retirar-se a la riba esquerra del Moldava, obligant-lo a buscar refugi a Praga.

## Conseqüències de la batalla
Els prussians van aconseguir la victòria pagant un alt preu. El nombre de baixes varia segons les fonts entre els 10 000 homes i els 18.000, encara que el nombre real ha d'estar més prop de les 14.300 baixes entre morts i ferits. La mort més sentida va ser la del Mariscal Schwerin, però van morir molts altres oficials van morir.
Al costat imperial, encara que també varien les fonts, sembla encertat dir que va haver-hi al voltant de 12.000 baixes (morts i ferits) entre els quals es trobava el Mariscal Browne, que va ser ferit de gravetat. Més de 4000 soldats imperials van ser fets presoners i prop de 50.000 soldats es van veure tancats a Praga sense més possibilitat de socors que la del Mariscal Daun.
Els prussians també van capturar 240 peces d'artilleria, diversos estendards i les vitualles de l'exèrcit imperial.
Després de la batalla Frederic II es va entretenir bombardejant Praga, perdent l'opció d'avançar amb part de les seves tropes en territori austríac.
Poc després l'exèrcit de Daun va socórrer Praga i va aixecar el setge després de vèncer a Frederic II en la batalla de Kolin, posant a Prússia en un gran perill.